# Czosnek pospolity
Czosnek pospolity, czosnek zwyczajny (Allium sativum L.) – gatunek byliny (w uprawie jako roślina dwuletnia lub jednoroczna) należący do rodziny amarylkowatych (podrodzina czosnkowych). Jest warzywem, przyprawą i rośliną leczniczą znaną zwykle tylko pod nazwą rodzajową, jako czosnek. Pochodzi z Azji Środkowej, skąd rozprzestrzeniony został jako roślina uprawna do Europy i północnej Afryki, z czasem trafił na inne kontynenty. Rozprzestrzeniany w postaci rozmnażanych wegetatywnie kultywarów, pochodzących od dziko rosnących w Azji południowo-zachodniej roślin, opisywanych jako gatunek Allium longicuspis Rgl.

## Morfologia

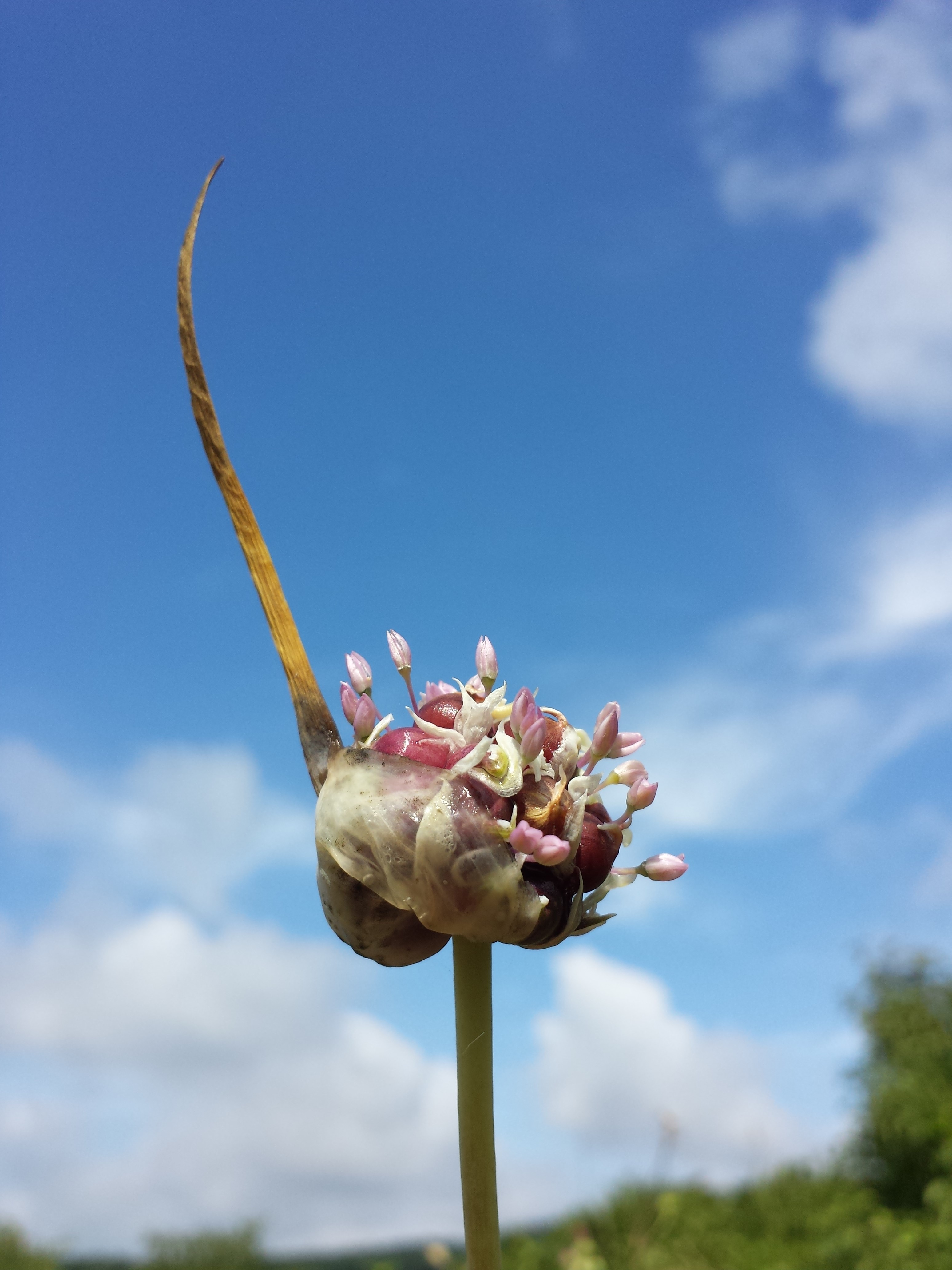
Kwiatostan z cebulkami powietrznymi

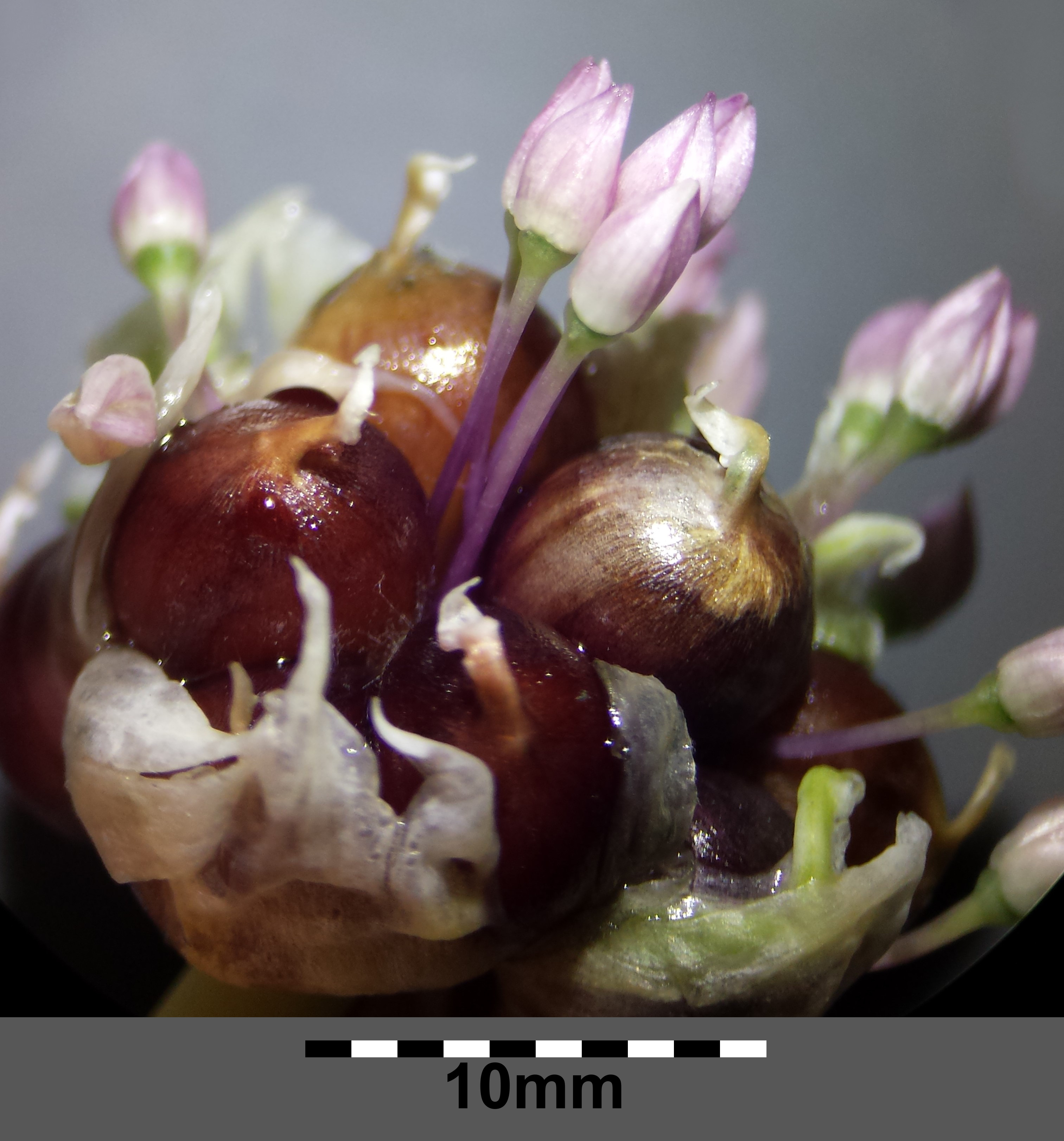
Kwiatostan w zbliżeniu

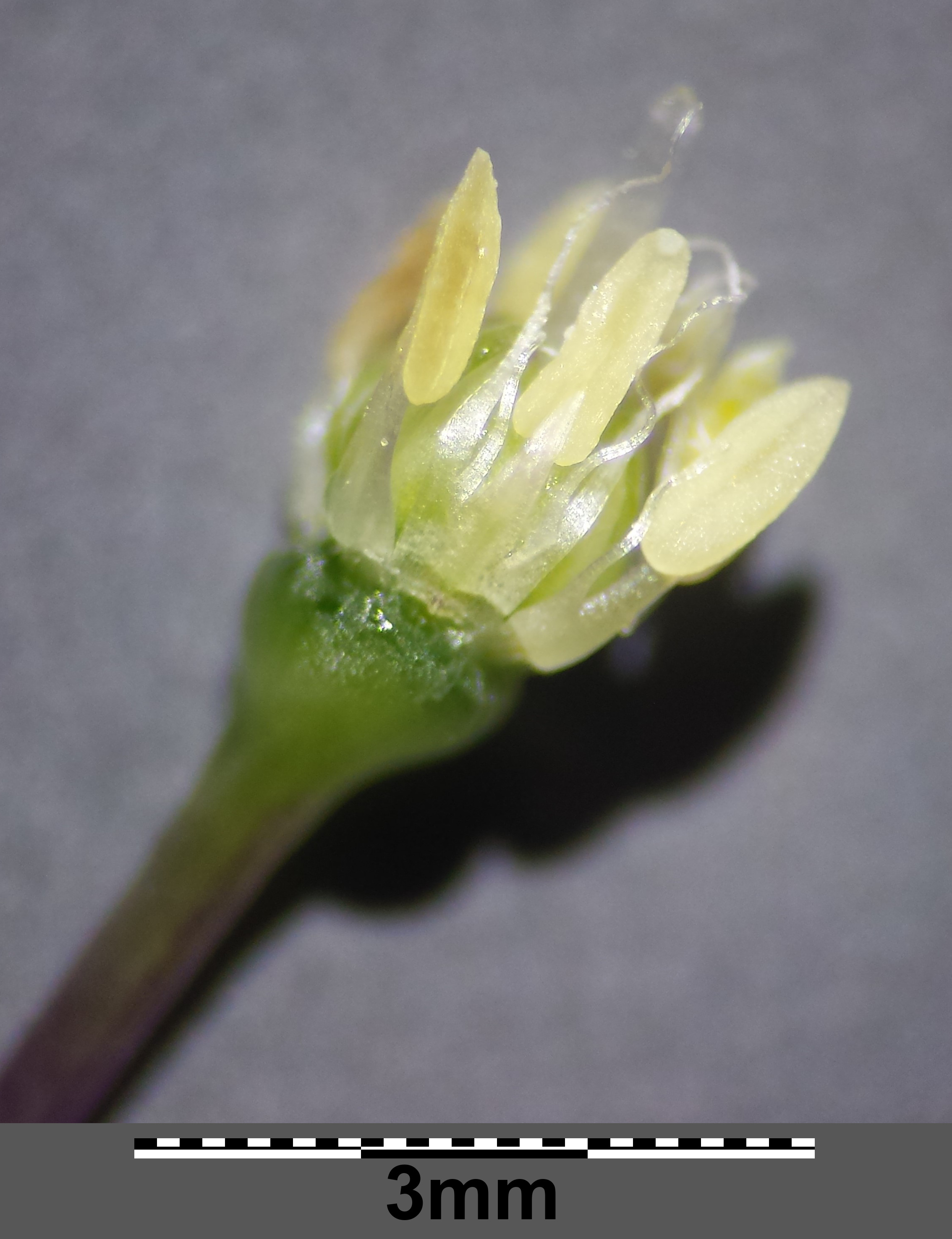
Kwiat w przekroju

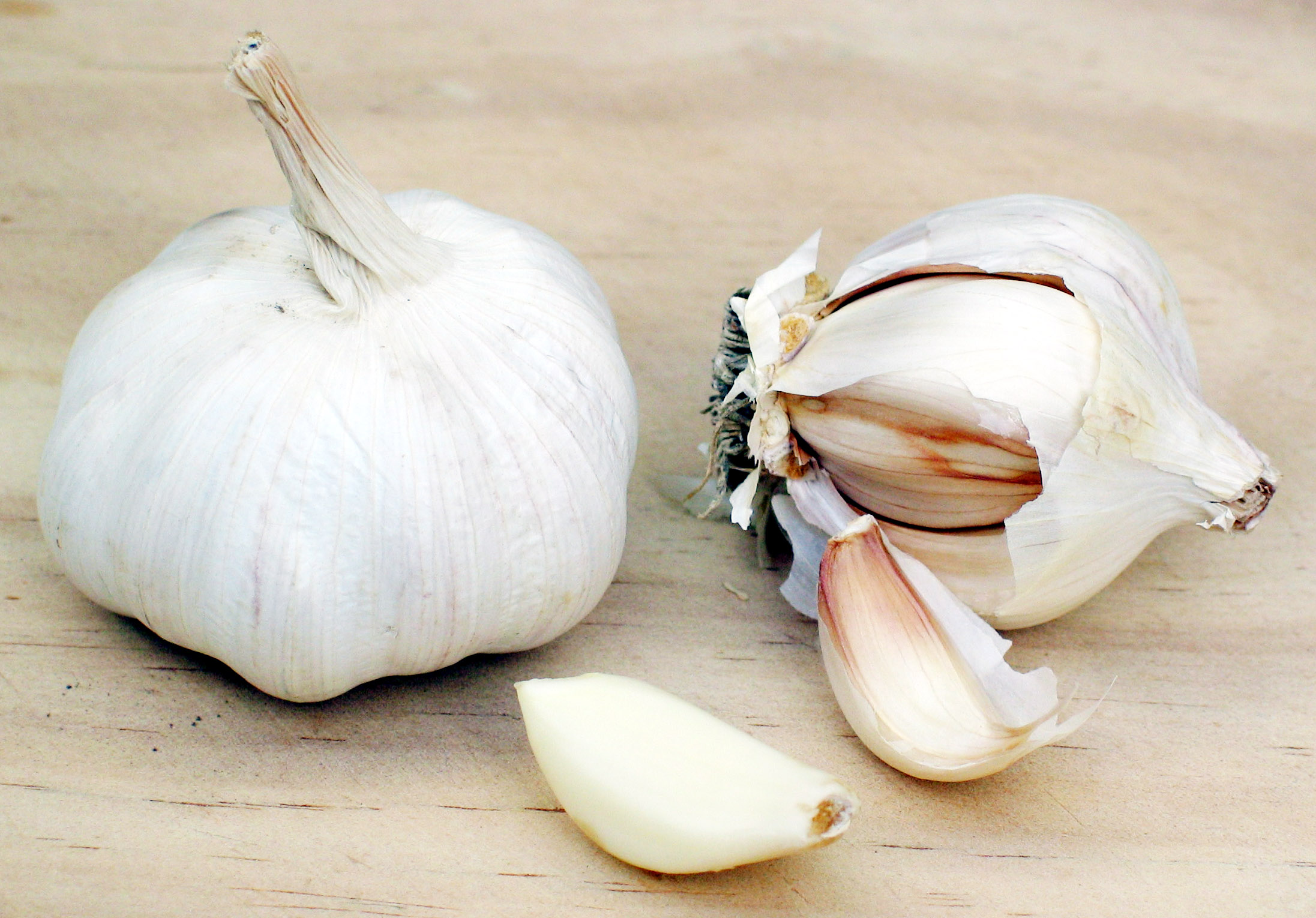
Cebula czosnku

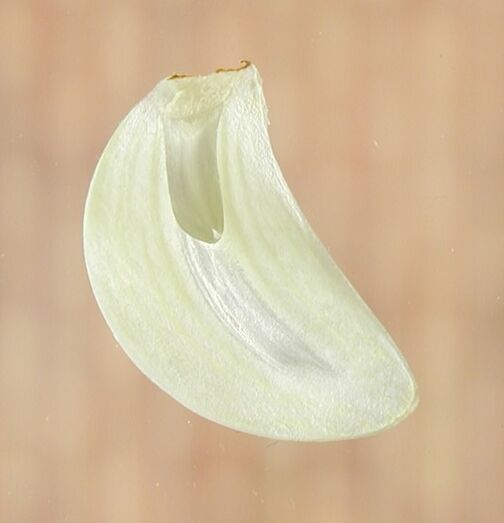
Spichrzowa łuska okrywająca pąk na przekroju przez ząbek czosnku

Pokrój
Roślina zielna osiągająca 20–100 cm wysokości, z podziemną cebulą.
Łodyga
Wykształca się w postaci tzw. piętki w cebuli podziemnej i obłego głąbika zwieńczonego kwiatostanem w czasie kwitnienia. Cebula podziemna (zwana główką) złożona jest z kilku-kilkunastu cebulek (zwanych ząbkami lub pazurkami), będących w istocie pąkami o funkcji spichrzowej. Cała główka ma kształt kulisty i lekko spłaszczony. Cebulki rozrastając się uciskają na siebie wzajemnie i stają się kanciaste. Zewnętrzna powierzchnia ząbków jest wypukła, wewnętrzna – wklęsła.
Korzenie
Słabo rozwinięte, obecne tylko korzenie przybyszowe wyrastające z piętki. Najliczniejsze są w fazie wzrostu, przeciętnie sięgają na głębokość 20–30 cm, zasięg poziomy wynosi 20 cm. Po zakończeniu wzrostu korzenie zamierają.
Liście
Asymilujące długie (do 50 cm), równowąskie (o szerokości ok. 1 cm, rzadko do 2,5 cm), płaskie lub rynienkowate, o barwie od zielonej do niebieskawozielonej. Bruzdkowane, brzegiem szorstkie, na szczycie zaostrzone. Kolejne liście wyrastają z rurki tworzonej przez pochwy liściowe i przewyższają ją, tworząc nibyłodygę sięgającą od 15 do 60 cm (w zależności od odmiany). Dorosła roślina ma ok. 8–12 liści asymilujących. Poza tym występują liście pełniące funkcje ochronne (łuski otulające cebulę) oraz spichrzowe (rurkowaty, gruby liść magazynujący substancje zapasowe w cebulkach, tzw. ząbkach). Poza liściem spichrzowym, w jego wnętrzu znajduje się liść złożony z niemal samej pochwy, otulający zawiązki liści asymilacyjnych. Chroni on liście asymilacyjne przed uszkodzeniami mechanicznymi podczas przeciskania się przez glebę. Liczba liści asymilacyjnych świadczy o wielkości cebuli podziemnej.
Kwiaty
Kulisty kwiatostan jest w istocie pozornym baldachem. Składa się on z nielicznych białych lub jasnoróżowych kwiatów wyrastających na długich szypułkach (do 1,5 cm). Okwiat z 6 białoszarych listków osiągających 3 mm długości, dłuższych od 6 pręcików, wyrastających w dwóch okółkach. Słupek pojedynczy z trójkomorową zalążnią. Kwiaty u odmian uprawnych są płonne – nasiona nie zawiązują się. Kwiatostan okryty jest pękającą z jednej strony i zasychającą z czasem okrywą, 2–3 razy dłuższą od baldachu, z długim, zaostrzonym końcem. Między kwiatami powstaje 20–30 kanciastych cebulek powietrznych o średnicy do 1 cm, służących do rozmnażania wegetatywnego. Czasem kwiatów brak, a na szczycie pędu znajdują się tylko cebulki.

## Biologia

### Anatomia
Suche liście okrywy cebuli mają epidermę zbudowaną z silnie wydłużonych komórek o zgrubiałych i słabo jamkowanych ścianach. Poprzecznie ułożone komórki hipodermy są kolenchymatycznie zgrubiałe i jamkowate. Zawierają zwykle jeden duży kryształ szczawianu wapnia. Twarde liście okrywy ząbków mają epidermę zbudowaną z komórek wyciągniętych na kształt włókien i jamkowane. Zmięśniała łuska okryta jest od zewnątrz skórką z komórek drobnych (do 70 μm długości), prostokątnych i cienkościennych. Podobną budowę ma hipoderma. Komórki piętki mają kształt okrągławy, ściany zdrewniałe i silnie zgrubiałe, jamkowane. Każdy ząbek składa się z rurkowatego, zmięśniałego liścia otaczającego u podstawy jasnozielony pączek i wyrasta z łodygi (piętki) w kącie liścia łuskowatego (ochronnego).

### Cechy fitochemiczne
Świeże ząbki czosnku zawierają około 60–65% wody, 32% węglowodanów (w tym inulinę) i 5,6–6,45% białka. Spośród witamin w największej ilości obecna jest witamina C. Świeże, obrane już ząbki czosnku zawierają do 31 mg witaminy C w 100 g produktu. Czosnek dostarcza również nieco witamin z grup B (zwłaszcza witaminy B1). Wśród składników mineralnych duża jest zawartość potasu, żelaza, magnezu i fosforu. Wyróżnia się także dużą zawartością siarki. Ząbki czosnku zawierają olejek lotny (zwany olejkiem czosnkowym) z alliiną i enzymem allinazą, który po roztarciu czosnku zamienia allinę w allicynę (sulfotlenek dwusiarczku allilu – związek o charakterystycznym zapachu i bakteriobójczych właściwościach) i kwas pirogronowy. Poza tym olejek zawiera m.in. salicynę, fitosterole, kwas spirogenowy, amoniak oraz szereg cuchnących dwu- i trójsiarczków alkilowych i metylowych (także o właściwościach antybiotycznych). Zawartość olejku w cebulkach waha się według różnych źródeł od 0,005% do 0,4% i mocno zależy od warunków ekologicznych.
W niektórych sytuacjach czosnek może być uznany za roślinę trującą. Powoduje zatrucia, w tym także śmiertelne kotów i psów. W określonych warunkach działa szkodliwie także na zdrowie ludzkie (więcej w sekcji Przeciwwskazania).

### Genetyka
Zróżnicowanie czosnku na poziomie genetycznym nie jest wynikiem hybrydyzacji, ponieważ gatunek ten rozmnażany jest wegetatywnie. Powstaje ono na skutek selekcji i namnażania roślin o określonych cechach warunkowanych przez spontanicznie następujące mutacje. Liczba chromosomów w formie diploidalnej wynosi 16 (8 par), znana jest także forma tetraploidalna z 32 chromosomami (8 zestawów po 4 chromosomy homologiczne).

### Rozwój
Roślina rozmnażana jest tylko wegetatywnie. Cebulki (ząbki podziemne lub powietrzne), czyli w istocie pąki o funkcji spichrzowej, sadzi się do gruntu jesienią lub wiosną. Wybudzenie ze stanu uśpienia pąków następuje w wyniku działania niskiej temperatury. Rozwój wegetatywny rozpoczyna się przy temperaturze 3–5 °C, a najsilniejszy jest w temperaturze 18–20 °C. Rozwój cebuli następuje, gdy temperatury przekraczają 20 °C, a długość dnia 12 godzin. Zróżnicowanie fizjologiczne różnych odmian czosnku pozwala jednak na uprawę tego gatunku w zróżnicowanych warunkach klimatycznych. Okres rozwoju rośliny wynosi od 4 miesięcy (w warunkach tropikalnych) do 9–10 miesięcy. O osiąganiu dojrzałości cebul świadczy zasychanie liści. Jeżeli cebule nie zostaną wówczas zebrane – każdy ząbek zacznie kiełkować w końcu sezonu wegetacyjnego. Pojawiają się nowe korzenie w miejsce zanikłych wcześniej po zakończeniu wegetacji, które wciągają główkę na głębokość 5 cm.

## Systematyka i zmienność
Czosnek pospolity dzielony jest na grupy odmian uprawnych w oparciu o charakterystyki morfologiczno-fizjologiczne dobrze weryfikowane testami biochemicznymi. Problem z identyfikacją kultywarów występuje na obszarach skąd czosnek pochodzi (centralna Azja i Kaukaz), gdzie zmienność morfologiczna jest minimalna. Na bazie różnic cech morfologicznych, fizjologicznych, biochemicznych, filogenetycznych i genetycznych gatunek (w szerokim ujęciu) podzielony został na 4 grupy odmian: grupę Sativum, Ophioscorodon, Longicuspis i subtropikalną (Subtropical). W sumie znanych jest około 600 odmian uprawnych. Grupa Longicuspis zawierająca odmiany wytwarzające nasiona i uprawiane w Azji Środkowej uważana jest za pierwotną i wyjściową dla pozostałych. Grupa Sativum jest bardzo zróżnicowana i często dzielona na dalszych 5 podgrup. W wąskim ujęciu systematycznym tylko ona uważana jest za czosnek pospolity sensu stricto (Allium sativum s.str.), w szerszym opisywana bywa jako odmiana A. sativum var. sativum. Grupa Ophioscorodon obejmuje odmiany opisywane często jako odrębny gatunek – czosnek rokambuł, zwany też wężowym (Allium ophioscorodon G. Don), ew. wymieniane jako odmiana – A. sativum var. ophioscorodon (Link) Döll. Rośliny te uprawiane są głównie w Europie Wschodniej. Grupa subtropikalna obejmuje liczne odmiany uprawiane w strefie międzyzwrotnikowej.
Ośrodki, w których gromadzone i dokumentowane są odmiany uprawne czosnku znajdują się w Gatersleben (Niemcy), Ołomuńcu (Czechy), na Uniwersytecie Kagoshima (Japonia), w La Consulta i Mendoza (Argentyna), Lembang (Indonezja) oraz w AVRDC (na Tajwanie).
W Polsce uprawia się odmiany z grupy Sativa oraz rokambuł (grupa Ophioscorodon). W tradycyjnym podziale dzieli się czosnek pospolity na dwie grupy, w obrębie których wyróżnia się typy opisywane też jako kultywary :
Czosnki strzałkujące („twardołodygowe”)
Wytwarzają pędy kwiatostanowe z cebulkami powietrznymi. Odznaczają się silnym wzrostem, mają pokrój podobny do porów. Główki tworzą regularne, złożone z jednego okółka ząbków. Liczba ząbków jest mała, ale są one duże – rośliny są bardzo plenne. Główki są jednak słabo okryte łuskami i dlatego źle się przechowują. Do grupy tej należy m.in. wspomniany rokambuł.
Czosnki niestrzałkujące („miękkołodygowe”)
Główki są nieregularne, ząbki są mniejsze i ułożone spiralnie. Silnie okryte łuskami nasiennymi dobrze się przechowują. Odmiany niestrzałkujące dzielą się na górskie i nizinne. Górskie mają rozłożysty pokrój i szerokie blaszki liściowe, nizinne są wzniesione, mają wąskie liście z silnym nalotem woskowym. Podział na odmiany ozime i jare jest bardzo umowny, ponieważ w zasadzie każdą odmianę można zahartować. Ponieważ główki odmian strzałkujących gorzej przechowują się przez zimę – przeważnie uprawia się jako ozime (sadzone jesienią) i w warunkach klimatycznych Polski właśnie takie odmiany mają większe znaczenie komercyjne.
Przegląd odmian uprawnych
- ‘Arkus’ – odmiana krajowa, średnio wczesna, ma duże główki o dużych ząbkach z fioletowo brązową łuską, wytwarza dużą liczbę cebulek powietrznych;
- ‘Harnaś’ – odmiana krajowa, wczesna, tworzy duże główki o masie ok. 80 g z około 9 ząbkami, łuska okrywająca główkę – szara, łuska okrywająca ząbki – fioletowa (ściśle przylega do ząbków), plon ogólny 7–10 t/ha,
- ‘Mega 2’ – odmiana wczesna, posiada główkę dużą o masie ok. 100 g z ok. 5 dużymi ząbkami, łuska okrywająca główkę i ząbki biała, wysoka zawartość substancji czynnych, plon wysoki – od 7–9 t/ha,
- ‘Orkan’ – odmiana krajowa, średnio wczesna, tworzy główki duże, kulisto spłaszczone o dużych ząbkach;
- ‘Orlik’ – odmiana krajowa, średnio późna, ma główki średnie, o fioletowych lub jasno brązowych ząbkach, tworzy dużo małych cebulek powietrznych, tolerancyjna na niesprzyjające warunki zewnętrzne.
- ‘Zawrat’ – odmiana krajowa, wczesna lub średnio wczesna, zawiązuje mało cebulek powietrznych, posiada duże główki o dużych ząbkach.

Odmianami jarymi uprawianymi w Polsce są ‘Jarus’ i ‘Cyryl’. Spośród rozlicznych odmian czosnku hodowanych na świecie i pojawiających się na polskim rynku uwagę swą odmiennością zwraca tzw. czosnek jednoząbkowy (ang. single garlic, single bulb garlic, solo garlic). Pochodzi on z Chin i wykształca tylko pojedynczą cebulkę (ząbek) o kształcie kulistym, o średnicy 3–4,5 cm. Z kolei okazały tzw. czosnek wielkogłówkowy, posiadający główki podobnego kształtu jak u tradycyjnych odmian czosnku pospolitego, ale większe i o mniej intensywnym zapachu, jest w istocie odmianą pora Allium porrum.

## Pochodzenie
Grupa odmian Longicuspis w klasyfikacji według Maassa i Klaasa (1995) wskazuje na formę pierwotną, od której pochodzą czosnki uprawne z pozostałych grup odmian. Formą tą jest czosnek rosnący dziko w Azji centralnej, opisywany nazwą naukową Allium longicuspis Rgl. Współczesne odmiany czosnku pospolitego powstały w wyniku trwającej kilka tysięcy lat uprawy i selekcji roślin prowadzonej przez rolników. Pod względem genetycznym czosnek pospolity jest identyczny ze swym dzikim prekursorem i genetycy kwestionują słuszność wyodrębniania obu taksonów w randze odrębnych gatunków. Preferowano rośliny wytwarzające cebulki, przez co obecnie uprawiany czosnek zużywa zapasy substancji odżywczych do produkcji cebulek i nie zawiązuje nasion. Jednak naukowcom z Izraela, manipulując w laboratorium długością dnia i temperaturą, udało się doprowadzić do kwitnienia i wytworzenia nasion. Odkrycie to pozwala zwiększyć genetyczne zróżnicowanie czosnku. Podobne nadzieje wiązane są z odkryciem płodnego klonu czosnku w Meksyku.

## Zastosowanie

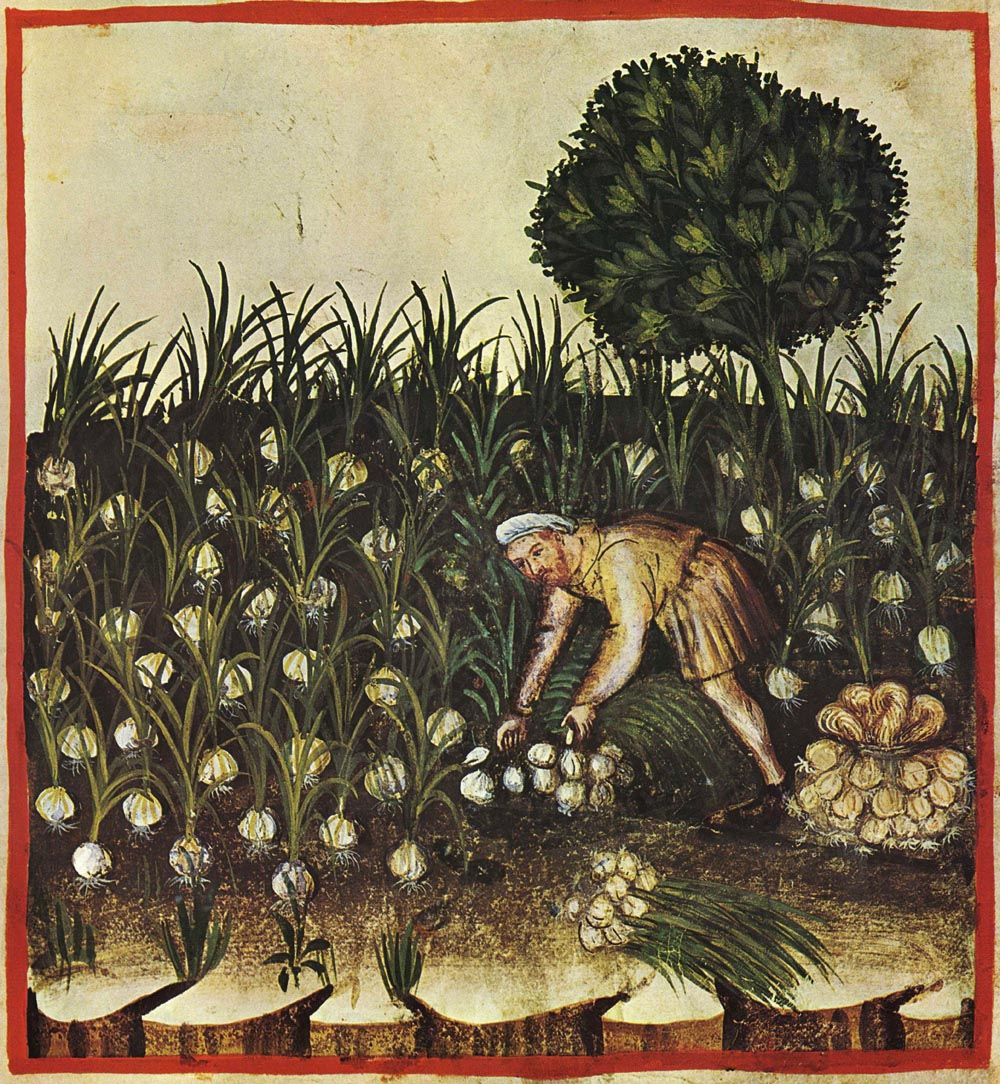
Rycina z XIV wieku przedstawiająca zbiór czosnku

### Historia
Czosnek został udomowiony i zaczął być uprawiany ok. 5 tysięcy lat temu. Początkowo rozpowszechniony został w Chinach, następnie w Indiach. Dużą popularność zyskał w starożytności. Uprawiali go Rzymianie, Asyryjczycy, Egipcjanie, Grecy, Hebrajczycy i Arabowie. Wymienia go biblijna Księga Liczb. Gdy w Egipcie ok. 1600 r. p.n.e. robotnicy przy budowie piramidy nie otrzymali czosnku – wybuchł bunt. Egipski manuskrypt z tego czasu zawiera 800 preparatów leczniczych, z których 22 tworzone na bazie czosnku. Z ok. 450 roku p.n.e. pochodzi indyjska „pieśń o czosnku”, w której opiewany jest on jako środek przedłużający ludzkie życie o setki lat. Żydowski Talmud zaleca używanie czosnku ponieważ „zadowala i rozgrzewa ciało, rozpromienia oblicze, zwiększa ilość spermy i usuwa pasożyty jelit”. Rzymianie wierzyli, że zwiększa sprawność bojową żołnierzy. Wpływ czosnku na sprawność bojową zaobserwowały i zmierzyły wojska amerykańskie (wyliczono wzrost sprawności o 11%) podczas wojny koreańskiej. Dla „podniecenia odwagi” karmiono też czosnkiem koguty przygotowywane do walk. Hipokrates i Galen polecali go jako lekarstwo w schorzeniach układu pokarmowego, oddechowego, jako środek moczopędny i antytoksyczny. Pliniusz Starszy skatalogował 61 leków czosnkowych. Zarówno Rzymianie, jak i Grecy uprawiali czosnek w specjalnych ogrodach czosnkowych. Starożytni Grecy i Słowianie uważali, że czosnek chroni przed ukąszeniami żmij i ich skutkami. Na ziemie polskie czosnek trafił w średniowieczu, przywieziony przez Tatarów lub kupców . W późniejszych wiekach czosnek był uniwersalnym lekiem i pokarmem warstw ubogich (określenie zjadacz czosnku znaczyło to samo co nędzarz). W medycynie polskiej wsi czosnek był stosowany głównie przy chorobach układu oddechowego (podawany często z mlekiem, niekiedy z miodem), ale także przy dolegliwościach ze strony układu pokarmowego (szczególnie przy robaczycy), przy chorobach zakaźnych (np. żółtaczka, tyfus), przy bólach zębów i dziąseł, a nawet przy chorobach serca i naczyń, bólach głowy, reumatyzmie itd. Czosnek był stosowany także w weterynarii ludowej (m.in. leczono nim zołzy i kaszel u koni, a kurom podawano czosnek ze słoniną, aby je uchronić od pypcia). Odkrycia naukowe w XX wieku potwierdziły wiele z właściwości leczniczych czosnku i ugruntowały jego pozycję jako rośliny leczniczej i przyprawowej.

### Roślina lecznicza

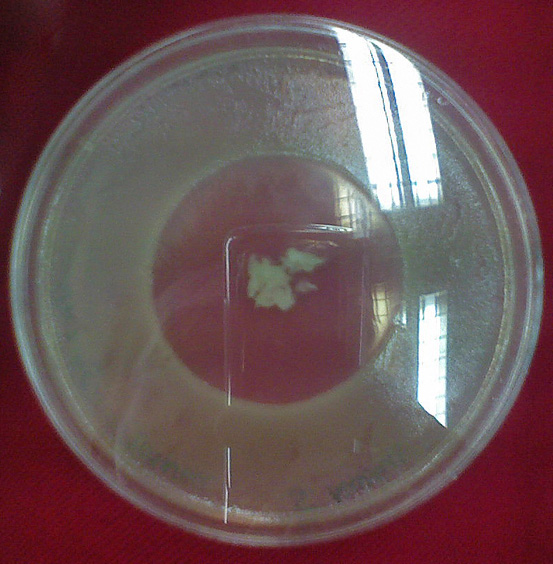
Zahamowanie wzrostu gronkowca złocistego S. aureus w obecności czosnku.

Czosnek pospolity jest dobrze znaną i szeroko akceptowaną rośliną leczniczą o skuteczności dowiedzionej badaniami klinicznymi. Wymieniany jest w oficjalnej Farmakopei, opisany w 3 tomie monografii Komisji Europejskiej ESCOP (European Scintific Cooperative on Phytotherapy) oraz w I tomie monografii Światowej Organizacji Zdrowia (WHO – World Health Organization).
Surowiec zielarski
Cebula czosnku Allii sativi bulbus lub Bulbus Allii recens, czosnek sproszkowany Allii sativi pulvis i olejek czosnkowy.
Działanie
Główną substancją aktywną jest alliina, która przez enzym alliinazę rozkładana jest za pośrednictwem produktu niestabilnego do allicyny (w materiałach przetworzonych jest to często główny składnik). Kolejne metabolity to ajoeny będące m.in. inhibitorami agregacji płytek krwi (wydłużają czas krwawienia, działają przeciwzakrzepowo). Czosnek zwiększa wydzielanie soku żołądkowego, chroniąc równocześnie przed zgagą, działa żółciopędnie i przeciwskurczowo, wpływa korzystnie na drogi oddechowe, reguluje florę bakteryjną i sprzyja lepszemu ukrwieniu naczyń wieńcowych. Działa jak łagodny antybiotyk – ma właściwości przeciwbakteryjne, antygrzybicze i przeciwrobacze. Najbardziej wrażliwe na olejek czosnkowy są szczepy bakterii beztlenowych z rodzaju Bacteroides, Prevotella, Fusobacterium i Actinomyces. Działa także na paciorkowce Streptococcus, poza tym gronkowce Staphylococcus, mikobakterie wywołujące gruźlicę i bakterie okrężnicy . Najmniejszą wrażliwość na olejek wykazują szczepy z rodzaju Veillonella i Porphyromonas. Olejek eteryczny występujący w czosnku działa skutecznie w niskich stężeniach na bakterie beztlenowe uczestniczące w zakażeniach jamy ustnej i górnych dróg oddechowych. Zwalcza infekcje dróg moczowych. Aktywność przeciwgrzybiczą przypisuje się zdolności hamowania syntezy lipidów w grzybni. Ekstrakt z czosnku zalecany jest jako dodatek do past do zębów lub płynów do płukania jamy ustnej. Czosnek działa profilaktycznie i leczniczo także przy zatruciach ołowiem. Stosowany zewnętrznie do lewatywy w leczeniu owsicy i irygacji przy rzęsistkowym zapaleniu pochwy. Świeży sok hamuje także rozwój wirusów grypy. Działa napotnie, obniża gorączkę i ciśnienie krwi. Redukuje zapalenia. Jest przeciwutleniaczem chroniącym wątrobę. Obniża poziom prostaglandyny PG2 zmniejszając ból w czasie miesiączki. Opisywany także jako środek przeciwmiażdżycowy, obniżający poziom cholesterolu we krwi. Ta ostatnia właściwość dowiedziona została w testach przeprowadzanych na zwierzętach, a także opisywana z badań nad ludźmi, nie została jednak potwierdzona przez kompleksowe badania prowadzone w Stanach Zjednoczonych. Zakrojone na szeroką skalę badania i przegląd źródeł naukowych nie potwierdzają, ani nie zaprzeczają celowości stosowania czosnku w leczeniu klinicznym nadciśnienia tętniczego, a ich wyniki są sprzeczne. Czosnkowi przypisuje się także działanie antysklerotyczne .
Dawkowanie
W oficjalnych publikacjach Komisji Europejskiej zażywanie świeżego czosnku nie jest zalecane i dlatego stosować należy raczej preparaty gotowe, zwłaszcza w przypadku podwyższonej zawartości tłuszczów we krwi i w przypadku zapobiegania zmianom postępującym z wiekiem w naczyniach krwionośnych. Inne źródła zalecają stałą obecność czosnku w codziennym jadłospisie w dowolnej postaci. Przy czym dawka dzienna czosnku o działaniu leczniczym powinna wynosić 3–5 g. Zaleca się np. wypijanie rano i wieczorem po pół szklanki mleka z 1–2 ząbkami czosnku. Na dolegliwości zewnętrzne stosować można kompresy z miazgi ze świeżych ząbków. Dostępne są również tabletki i krople zawierające substancje czynne z czosnku. Przy zwalczaniu pasożytów, leczeniu infekcji dróg oddechowych i innych chorób wewnętrznych zaleca się stosowanie octu czosnkowego (kilka łyżeczek dziennie). Tworzy się go poprzez dodanie 4 zmiksowanych główek czosnku do połowy litra octu jabłkowego, następnie odcedzenie mikstury po odstaniu przez 2 tygodnie w temperaturze pokojowej. W Rosji przy przeziębieniach wkrapla się do nosa 2–3 krople 3 razy dziennie świeżego soku, a brodawki i nagniotki leczy się miksturą uzyskiwaną ze zmieszania w równych częściach zmiażdżonych ząbków ze smalcem.
Wiele preparatów czosnkowych oferowanych jest w formie mieszanek z innymi ziołami, przy czym ich zawartość jest znikoma i ich działanie lecznicze bywa kwestionowane. Dwa częste dodatki (jemioła i głóg) dodawane są w formie maceratów, co wobec hydrofilowości tych składników oznacza, że praktycznie nie przechodzą one do ekstraktu.
Przeciwwskazania
Czosnek nie jest wskazany przy kaszlu zabarwionym krwią, w przypadku gorączki towarzyszącej zapaleniu płuc. Nie powinien być podawany chorym na zaawansowane zapalenie nerek. Nie powinien być stosowany w ostrych zapaleniach żołądka i jelit (może zaostrzyć chorobę). W dużych dawkach czosnek i jego preparaty są niebezpieczne, zwłaszcza dla dzieci (nie powinien być w ogóle podawany niemowlętom poniżej 10 miesiąca życia).
Toksyczność
Niewielkie dawki czosnku, w wyniku reakcji obronnej komórek zwiększają wydzielanie w wątrobie endogennych przeciwutleniaczy, czemu przypisywane są korzystne efekty zdrowotne. Jednak w nadmiernych dawkach, w skrajnych sytuacjach dojść może do uszkodzeń wątroby i nerek. Za ten dwojaki efekt odpowiedzialna jest toksyczna akroleina powstająca w wyniku rozkładu siarczku diallilu (DAS, CH2=CH−CH2−S−CH2−CH=CH2), powstającego w wątrobie z alliiny. U niektórych osób występuje alergia na czosnek. Może u nich wywołać wyprysk kontaktowy alergiczny, wstrząs anafilaktyczny oraz fotodermatozę. W skrajnych przypadkach może spowodować oparzenie skóry. Wpływa na zachowanie niemowląt karmionych mlekiem matki, po spożyciu czosnku przez karmiącą. Wpływa na skuteczność leków, zwiększając działanie leków przeciwzakrzepowych (może oddziaływać z lekami antykoagulacyjnymi jak warfaryna) i zmniejszając skuteczność niektórych leków stosowanych w leczeniu AIDS (np. sakwinawir).
Stosowanie w weterynarii
Preparaty z czosnkiem stosuje się w leczeniu epizootii zapalenia naczyń chłonnych, zakażeń nicieniem Oxyuris equi, nosówki, chorób przewodu pokarmowego i ran ze stanami zapalnymi.

### Roślina jadalna

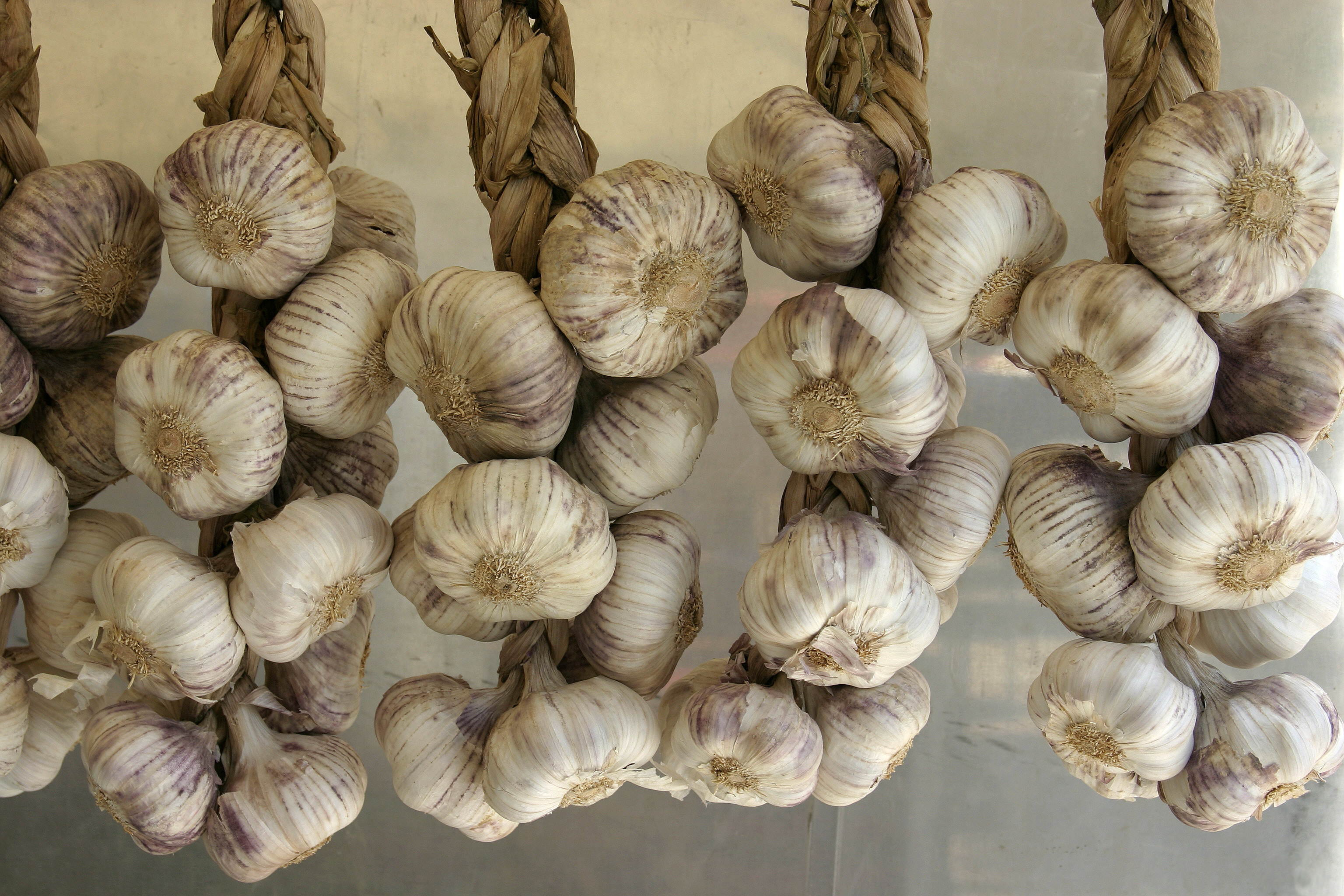
Warkocze czosnku – popularny sposób przechowywania

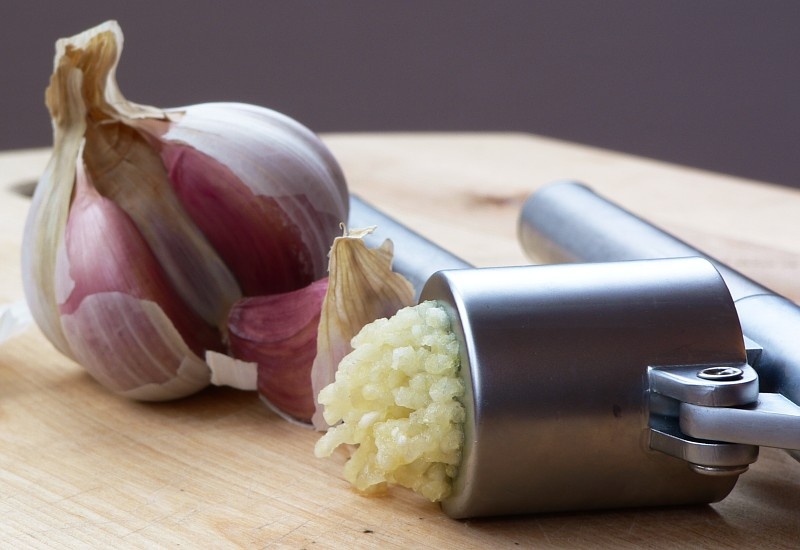
Świeży czosnek zmiażdżony w prasie (wyciskaczu)

Czosnek zaliczany jest zarówno do warzyw, jak i przypraw. Stosowany jest jednak w kuchni głównie jako przyprawa.
Walory kulinarne
Głównym atutem czosnku są jego właściwości zdrowotne. Charakterystyczny smak i zapach jest zwykle bardziej problematyczny niż atrakcyjny. Czosnek dodawany do potraw gotowanych i smażonych traci jednak przykry zapach i wówczas specyficzny smak wzbogaca potrawę. Poza tym nieprzyjemny zapach czosnku z ust usuwa chlorofil, który w dużych ilościach występuje w zielonych liściach pietruszki, pokrzywy, szczawiku i ruty (zaleca się żucie tych liści po spożyciu czosnku). Zapach osłabia się także po zjedzeniu jabłek, ziaren palonej kawy, nibyjagód jałowca, nasion kolendry i kardamonu, pomaga też picie mleka. Nie ma jednak środka, który chroni przed wydzielaniem charakterystycznego zapachu przez skórę. Nie chroni przed tym także przyjmowanie preparatów czosnku w kapsułkach nie wydzielających przykrego zapachu podczas ich przyjmowania.
Sposoby przyrządzania
Wchodzi w skład rozmaitych mieszanek przyprawowych. Stosowany jest do przyprawiania dań mięsnych, do sosów i majonezów, zup ziołowych, sałat i potraw z ziemniaków. Harmonizuje z mocnymi ziołami i innymi przyprawami do słonych potraw. Można go gotować, nie należy jednak wrzucać do gorącego tłuszczu. Czosnek poddany obróbce cieplnej, zwłaszcza długotrwałej, traci przynajmniej część właściwości leczniczych, np. w zakresie działania antyoksydacyjnego. Stosuje się świeże ząbki, marynowane i suszone (sproszkowane), sól i oliwę aromatyczną oraz ekstrakt. Ząbki przed użyciem zwykle obiera się z łuskowatych liści zewnętrznych. Można też po odcięciu piętki piec ząbki okryte łuskami i po upieczeniu wyciskać miąższ. Do spożycia nie nadają się dojrzałe, zielone pędy, choć młode pędy bywają spożywane podobnie do szparagów. W Chinach używa się także kwiatostanów czosnku jako jarzyny. Młode liście są częstym dodatkiem do potraw smażonych lub pieczonych w kuchniach wschodnioazjatyckich, gdzie indziej posiekane spożywane są analogicznie jak szczypiorek. Oliwa czosnkowa (aromatyzowana czosnkiem) jest dostępna w ofercie handlowej i może być przygotowywana także w warunkach domowych. W tym drugim przypadku należy jednak wystrzegać się zatrucia jadem kiełbasianym – przechowywać wyrób w lodówce oraz spożyć go w ciągu tygodnia. Wyroby komercyjne, w celu usunięcia zagrożenia zatruciem, są zabezpieczane chemicznie, zwykle zakwaszane. Sól czosnkowa powstaje w wyniku zmieszania odwodnionego czosnku z solą kuchenną.
Znaczenie w kuchniach świataCzosnek jest charakterystycznym elementem wielu potraw kuchni basenu Morza Śródziemnego i wschodnioazjatyckich. W kuchni arabskiej ma długą tradycję stosowania przejętą od dawnych Egipcjan (np. w Tunezji używany jest obficie przy przyrządzaniu potraw objabilmerguez i harissa). Jadany jest powszechnie w kuchni francuskiej, gdzie wchodzi np. w skład tzw. bouquet garni – głównej przyprawy do zup, a w Prowansji stosowany jest do tworzenia popularnej potrawy ludowej – majonezowego sosu czosnkowego ailloli. We Włoszech dodawany jest m.in. do pizz i bruschetty (pieczywa czosnkowego). Używany jest także często w kuchni hiszpańskiej i (w konsekwencji) także w latynoamerykańskiej (np. w meksykańskiej salsie i kreolskiej jambalaya). W kuchni tureckiej i bałkańskiej czosnek jest stałym niemal dodatkiem do potraw mięsnych i sosów (np. ajwar, lutenica, pindżur). Używany jest w kuchni indyjskiej, rosyjskiej i kaukaskiej (tu stosowane są liczne gatunki czosnku, w tym dziko rosnące, czosnek jest ważnym składnikiem np. adżiki). W kuchni angielskiej dużo czosnku używa się zwłaszcza w Kornwalii. W kuchni niemieckiej nie jest popularny ze względu na zapach. Czosnek jest charakterystycznym składnikiem kuchni tajskiej, indyjskiej (np. w wypiekach naan i masala dosa oraz sosie chutney) i koreańskiej (np. kimchi, bulgogi, samgyeopsal). W krajach wschodniej Azji dodawany jest często do potraw smażonych i pieczonych, złożonych poza tym z mięsa, warzyw i jaj. W kuchni chińskiej młode ząbki czosnku marynuje się w mieszaninie cukru, soli i przypraw. Sporadycznie czosnek stosowany jest w kuchni japońskiej. W kuchniach środkowoeuropejskich, w tym polskiej i regionalnych kuchniach polskich, czosnek jest ważnym składnikiem stosowanym przy kiszeniu ogórków, przyrządzaniu czosnianki, wodzionki, przygotowywaniu potraw mięsnych i zup (zwłaszcza grochówki i zupy fasolowej).

### Stosowanie w ogrodnictwie
Czosnek uprawiany jest głównie w celach spożywczych, jednak czasem także ze względu na korzystne oddziaływanie na inne gatunki. Zawiera fitoncydy o działaniu bakterio- i grzybobójczym. Czosnek posadzony pod brzoskwiniami zapobiega kędzierzowatości liści, pod różą odstrasza mszyce. W truskawkach zapobiega rozwojowi szarej pleśni, chroni przed roztoczem truskawkowym i wielkopąkowcem porzeczkowym. Nie znoszą jego obecności nornice. Z czosnku można także sporządzać roztwory (200–300 g roztartych główek czosnku na 10 l wody) stosowane w formie oprysków do skutecznego zwalczania mszyc, miodówkowatych i przędziorków.

### Inne zastosowania
W Afryce rybacy smarują się czosnkiem w celu odstraszenia krokodyli. Czosnek miał odstraszać gryzonie, stąd górale nadłomniccy kładli czosnek pod zboża zwożone do stodoły.

## Rola w kulturze
Czosnek poddany był planecie Mars (podobnie jak siarka i gorczyca), dzięki czemu miał mieć moc ochrony przed złymi mocami, zwłaszcza ludzi wędrujących w noce przesilenia. W Europie średniowiecznej wierzono, że czosnek chroni przed czarną magią i wampirami. Wieszany był nad drzwiami by strzec domostwo przed czarownicami. Według tradycji arabskiej, niezwykłe właściwości czosnku wynikać miały stąd, że jego cebulkę (według źródła „ziarno”?) wyniósł na swoim kopycie szatan wygnany z raju. W Czechach czosnek dodawany był bydłu do paszy, by uchronić je od złego, a na Nowy Rok wkładano go psom pod obrożę, aby przez cały kolejny rok dobrze czuwały. W polskich wsiach czosnek był powszechnie uważany za ziele odpędzające złe duchy i chroniące przed działaniami czarownic.

## Uprawa

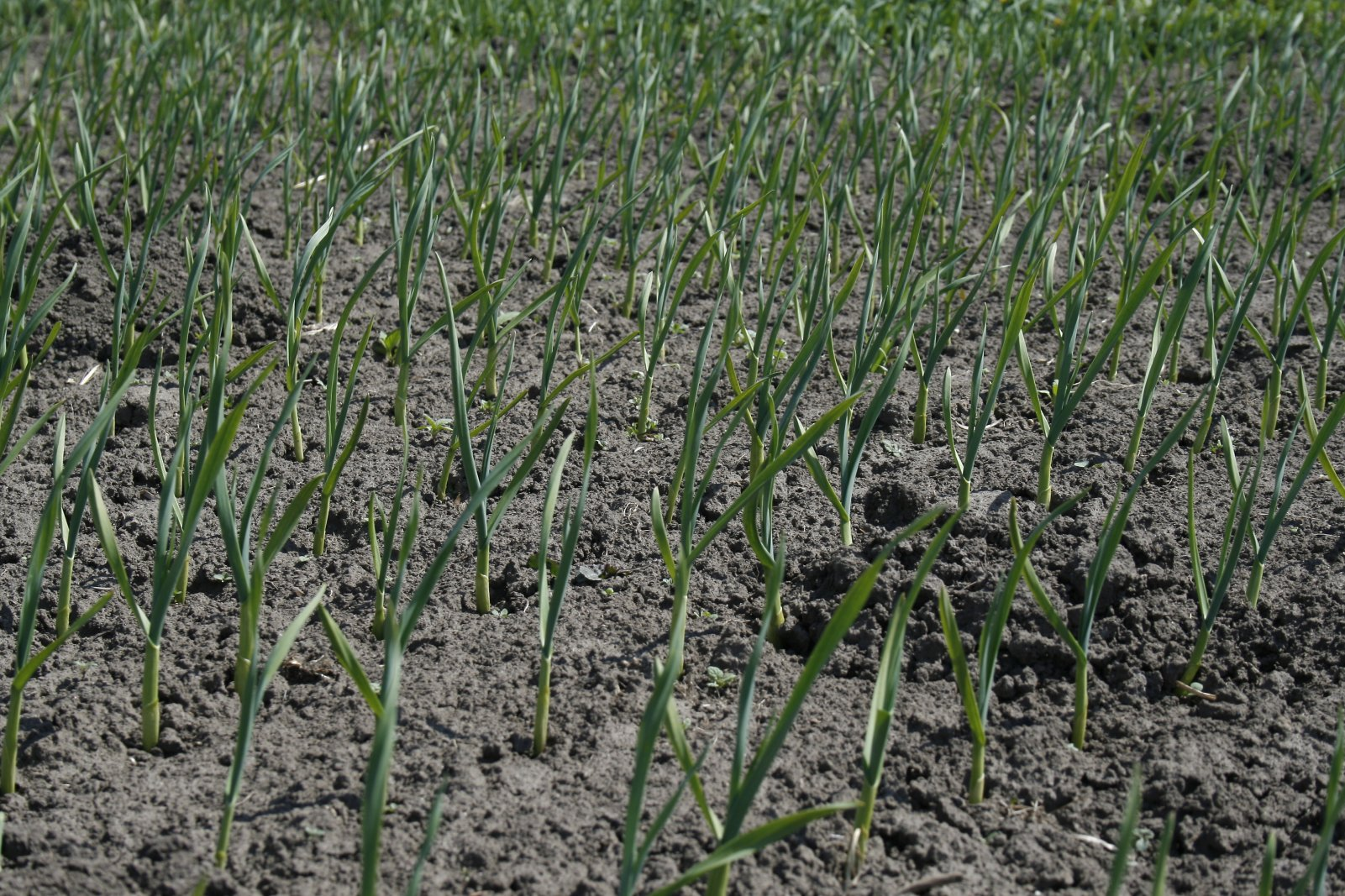
Uprawa czosnku ozimego

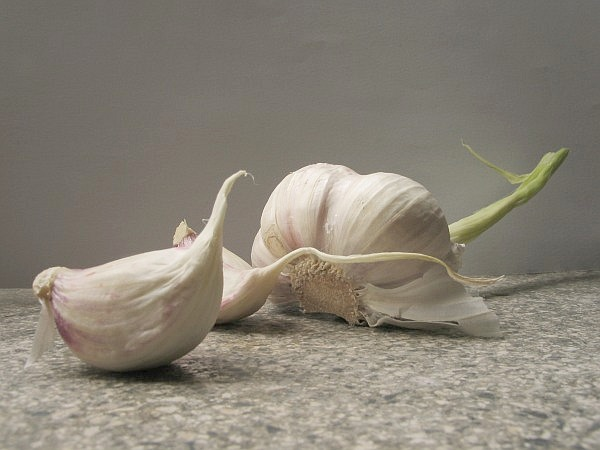
Cebule czosnku („ząbki”)

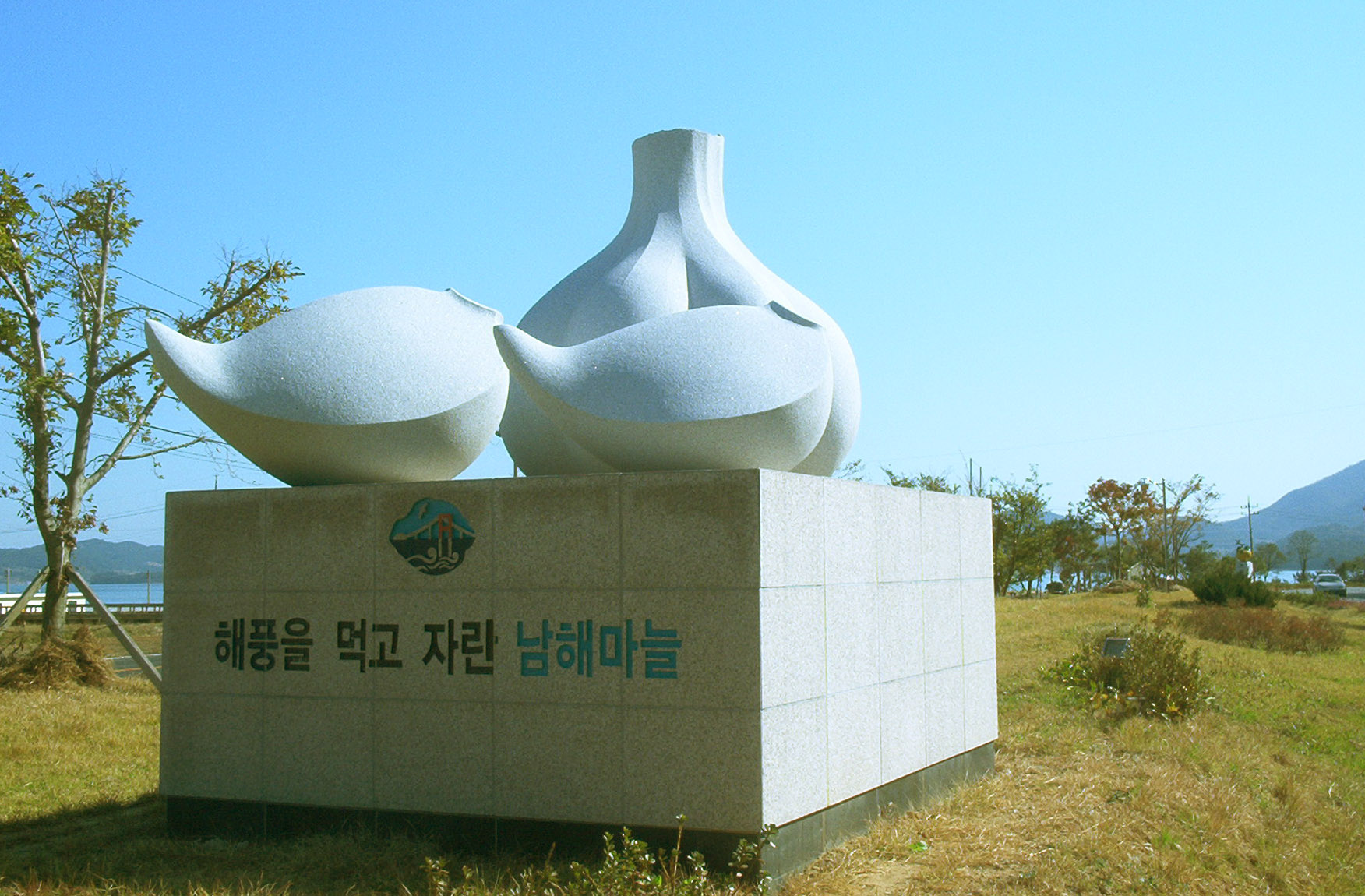
Pomnik czosnku – symbolu koreańskiego powiatu Namhae

Czosnek uprawiany jest niemal na całym świecie jako roślina alimentacyjna (spożywcza), przyprawowa i roślina lecznicza.
Wymagania
Czosnek rośnie w różnych warunkach klimatycznych w strefie umiarkowanej i międzyzwrotnikowej, sięgając do 50° szerokości geograficznej na obu półkulach. Uprawiany jest jako roślina jednoroczna lub wieloletnia (w klimacie łagodnym), najczęściej jako roślina dwuletnia (zwłaszcza w klimacie chłodniejszym). W tym drugim przypadku sadzony jest jesienią, minimum 6 tygodni przed mrozami (czas potrzebny do rozwoju korzeni). Jest wytrzymały na niskie temperatury, ale cechuje się dużymi wymaganiami glebowymi. Preferuje bogatą, wysoce organiczną, świeżą i ciepłą glebę. Należy unikać gleb ciężkich, gliniastych do uprawy. Toleruje pH w granicach od 5,5 do 8,5, ale preferuje pH w granicach 6 – 7,5. Dobrze reaguje na nawożenie obornikiem i nawozami mineralnymi. W glebie nazbyt bogatej w azot czosnek szybko zaczyna pleśnieć. Preferuje miejsca słoneczne, ale radzi sobie również w półcieniu. Unikać należy zarówno nadmiernego przesuszenia, jak i podlewania (bulwy gniją przy nadmiarze wody). W okresach suszy ograniczeniu ulega wzrost cebul. Optymalna wielkość opadów w okresie wzrostu to, w zależności od warunków glebowych, od 25 mm (gleby ciężkie) do 50 mm (gleby piaszczyste) na tydzień. Największe zapotrzebowanie na wodę wykazuje w maju i czerwcu. Wrażliwy jest na zanieczyszczenie gleby aluminium. Źle rośnie przy braku mikroelementów w glebie, a zwłaszcza manganu, miedzi, boru i cynku.
Rozmnażanie
Ponieważ czosnek pospolity nie wytwarza nasion – rozmnaża się poprzez sadzenie cebulek (ząbków) z główki podziemnej lub cebulek powietrznych z kwiatostanu. Cebulki powietrzne rosną wolniej i zwykle potrzebują dwóch lat uprawy do wytworzenia cebuli o odpowiednio dużych rozmiarach. Ząbki używane do sadzenia należy oddzielić od cebuli możliwie późno (przechowywane osobno szybko tracą zdolności do kiełkowania). Cebulki wysadza się wczesną wiosną lub późną jesienią. Sadzi się je spiczastym końcem do góry, na głębokości ok. 4–8 cm, w rozsadzie 7–15 cm (głębokość i rozsada zależna od wielkości cebuli danej odmiany). Sadzone jesienią muszą mieć czas, by ukorzenić się przed nadejściem mrozów (potrzebują na to ok. 6 tygodni). Uważać należy na zbyt wczesne wysadzenie czosnku, ponieważ nadmiernie rozwinięty jest bardziej wrażliwy na niską temperaturę. Tradycją ludową jest wysadzanie czosnku najkrótszego dnia w roku. Sadzenia wiosenne wykonuje się możliwie wcześnie, optymalnie już w marcu. Do wysadzania nie należy stosować czosnku importowanego z Chin (powszechnego w ofercie handlowej), ponieważ nie jest on przystosowany do polskich warunków klimatycznych.
Pielęgnowanie
Czosnek wymaga starannej uprawy gleby. Nie należy sadzić czosnku w glebę zeskorupioną. W uprawie polowej przed sadzeniem konieczna jest orka i bronowanie gleby (w uprawie ogrodowej – przekopanie gleby). Źle znosi konkurencję innych roślin i dlatego z jego upraw należy usuwać chwasty, zwłaszcza we wcześniejszych okresach rozwoju roślin. Usuwanie zawiązków kwiatostanów zwiększa plony cebul. Podczas podlewania należy unikać zraszania roślin.
Zbiór i przechowywanie
Czosnek posadzony jesienią zbiera się w lipcu, sadzony wiosną – w sierpniu lub wrześniu. Dojrzałość cebul rozpoznać można po żółknięciu łodygi i liści oraz przełamywaniu się liści. Zbioru dokonuje się, gdy około połowa liści zżółknie lub przełamie blaszkę liściową. Przy dłuższym oczekiwaniu na zbiór, łuski okrywające główkę pękają, a ząbki się rozpadają. Po wykopaniu cebul suszy się je w przewiewnym pomieszczeniu lub (przy sprzyjającej pogodzie) na polu. Średni plon wynosi od 5 do 13 t/ha. Znaczny wpływ na plon poza warunkami siedliskowymi i klimatycznymi, ma wielkość ząbków użytych do sadzenia (im większe, tym większy plon) . Wysuszone cebule z odmian „miękkołodygowych” przechowuje się zwykle związane w tzw. warkocze. Odmiany „twardołodygowe” wiąże się w pęczki lub trzyma luzem. W warunkach domowych przechowywać czosnek należy w miejscu suchym i przewiewnym, w temperaturze powyżej 18 °C. Niższe temperatury lub wilgotne powietrze (np. w kuchni) powodują gnicie, gorzknienie lub mogą zapoczątkować kiełkowanie cebul. Surowiec komercyjny przechowuje się w temperaturze 0 °C. Cebule mogą być przechowywane przez 5–8 miesięcy w zależności od odmiany. Dłużej przechowują się cebule dojrzałe, dobrze wysuszone i osłonięte co najmniej trzema warstwami łusek okrywających .
Produkcja w Polsce i na świecie
Wielkość produkcji czosnku w Polsce nie jest dokładnie znana (GUS nie podaje danych na ten temat), jednak z szacowanej wielkości areału upraw (1500–1700 ha) i zakładanej, niezbyt wysokiej, wydajności (6 t/ha), wywnioskować można, że w Polsce zbiera się blisko 10 tysięcy ton czosnku (nie licząc produkcji na własny użytek). Zdecydowanym liderem produkcji czosnku na świecie w ostatnich kilkudziesięciu latach stała się Chińska Republika Ludowa (dawniej liderami produkcji były Indie i kraje śródziemnomorskie). Głównym ośrodkiem produkcji jest prowincja Szantung. Z Chin pochodzi obecnie 75% światowych zbiorów czosnku (blisko 11 mln ton w 2006 r.). Kolejne miejsca na liście producentów zajmują odpowiednio: Indie (4% produkcji światowej), Korea Południowa (3%), USA (2%). Uprawy w Stanach Zjednoczonych koncentrują się w stanie Kalifornia, skąd pochodzi 89% produkcji krajowej. Zwiększa się produkcja czosnku w Rosji, zbliżając się do wielkości zbiorów w USA. Ważnymi producentami są także: Egipt, Hiszpania i Argentyna. Produkcja i spożycie czosnku od wielu dziesiątek lat wyraźnie rośnie w skali światowej, co wiązane jest ze wzrostem popularności różnych kuchni etnicznych, poszukiwaniami kulinarnymi konsumentów i przede wszystkim dobrą opinią, którą czosnek, jako składnik żywności, posiada zarówno w odniesieniu do walorów smakowych, jak i zdrowotnych.
Za światową stolicę czosnku uchodzi miasto Gilroy w Kalifornii (USA). Rokrocznie od 1979 roku odbywa się tu Festiwal Czosnkowy (ang. Gilroy Garlic Festival). W 2007 roku w festiwalu udział wzięło ponad 3 miliony gości. Na polach wokół tej miejscowości dominują uprawy czosnku. W Europie święto czosnku obchodzone jest na początku września w miejscowości Arleux w północnej Francji. Największe targi czosnkowe odbywają się natomiast w miejscowości Uzès w Prowansji. W Polsce obchody Święta Czosnku zainaugurowane zostały w 2007 roku w miejscowości Prandocin w gminie Słomniki pod Krakowem.

## Choroby i szkodniki
Czosnek jest rośliną generalnie odporną na choroby i szkodniki. W Polsce choroby rzadko powodują straty gospodarcze. Gdy jednak czosnek ulegnie infekcji, to z powodu rozmnażania wegetatywnego choroby łatwo się przenoszą wraz z materiałem siewnym. Zapadalności na choroby grzybowe sprzyja ciepła i wilgotna pogoda. Przeciwdziałać chorobom grzybowym można stosując zaprawy grzybobójcze oraz odpowiedni płodozmian – w miejscach zakażonych nie uprawiać czosnku przez 5–8 lat, najlepiej nie uprawiać czosnku rok po roku w tym samym miejscu lub po innych warzywach cebulowych. Poza tym problemem dla młodych roślin mogą być ślimaki, a cebule bywają atakowane też przez nicienie Ditylenchus dipsaci. Szkodnikiem czosnku sadzonego jesienią jest błoniszka czosnkówka (Sillia lurida Meig.) z rzędu muchówek (Diptera), rodziny błoniszkowatych (Helomizidae). Owady dorosłe zimują i wczesną wiosną składają jaja na łodygach czosnku tuż nad ziemią. Larwy drążą chodniki w dół rośliny powodując obumieranie roślin. Szkody powodują też larwy śmietki cebulanki (Delia antiqua Meig.). Wylęgają się z jaj złożonych u podstawy rośliny i wgryzają w cebulę powodując żółknięcie i zamieranie roślin.
- choroby wirusowe: mozaika i pasiastość liści czosnku, mozaika ogórka na cebuli, żółta karłowatość cebuli, żółtaczka astra na cebuli,
- choroby choroby bakteryjne: bakteryjna nekroza liści cebuli, mokra zgnilizna,
- choroby wywołane przez lęgniowce i grzyby: alternarioza cebuli, antraknoza cebuli, biała zgnilizna cebuli, fuzaryjna zgnilizna cebuli, głownia cebuli, mączniak rzekomy cebuli, różowa zgnilizna korzeni cebuli i pora, zielona zgnilizna czosnku, zgnilizna szyjki cebuli[74].